# Yogi Bhajan

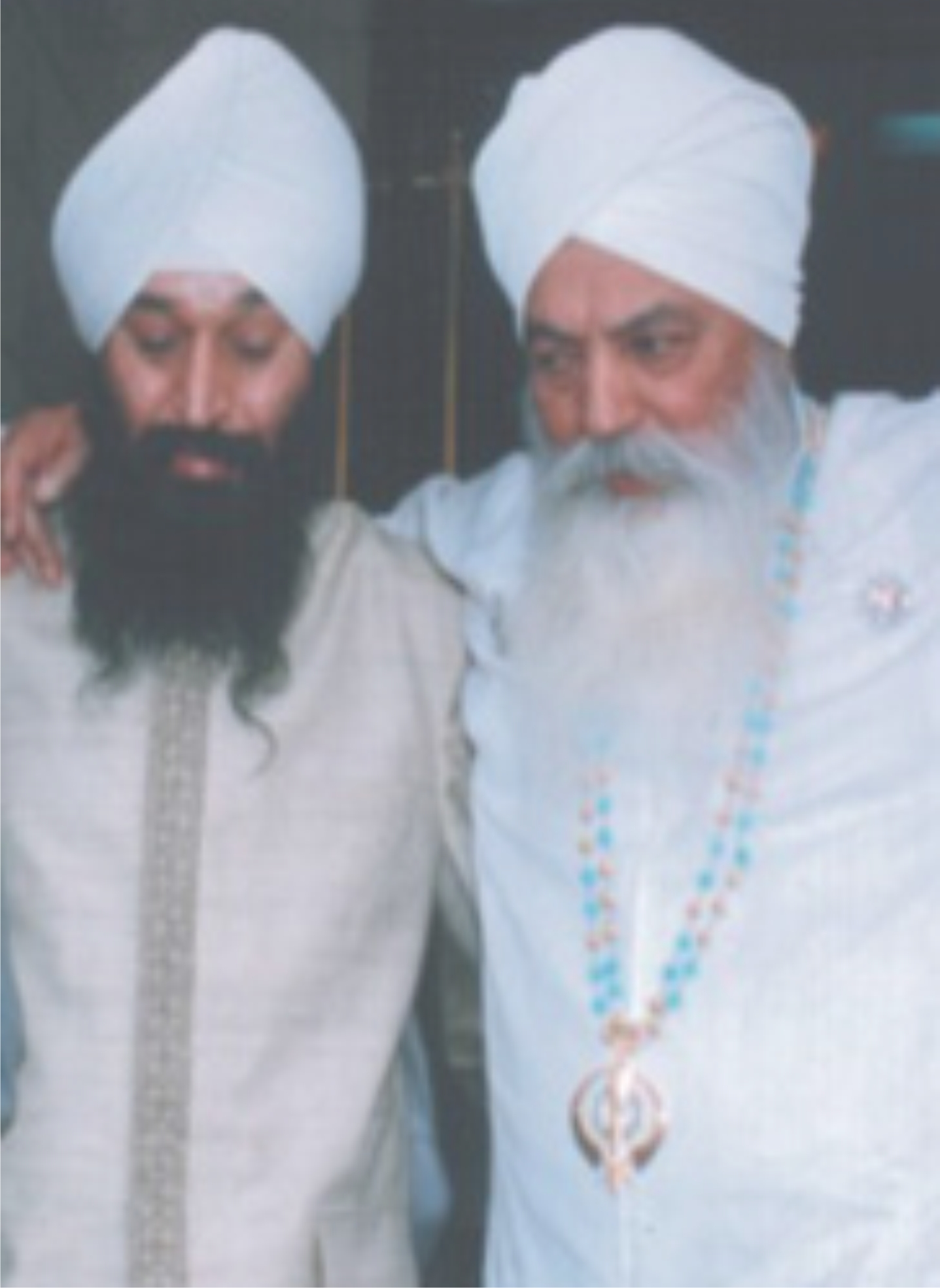
Bhajan (esquerra) i Bhai Sahib Satpal Singh Khalsa.

Harbhajan Singh Khalsa Yogiji, Yogi Harbhajan o Yogi Bhajan (Gujranwala, 26 d'agost de 1929 – Hispaniola, 6 d'octubre de 2004) empresari, fundador de l'ONG 3HO i mestre sikh de kundalini ioga.
Va fundar 3HO (Healthy, Happy, Holy Organization) el 1969 i més tard aquesta organització va ser reconeguda com a ONG per l'ONU. 3HO sufraga campanyes educatives i està a favor dels drets de la dona i els drets humans. Com a empresari, es va implicar en uns 17 negocis: centres de ioga i la companyia alimentària Golden Temple. Als 39 anys, es va instal·lar als Estats Units, on es va fer conegut per les seves habilitats amb el ioga i per fer que molts europeus i nord-americans es convertissin al sikhisme.
Es va casar amb Inderjit Kaur i van tenir dos fills, Ranbir i Kulbir Singh, una filla, Kamaljit Kaur, i cinc nets.

## Joventut
Harbhajan Singh Khalsa va néixer el 26 d'agost del 1929 en una família Sikh a Kot Harkarn, districte de Gujranwala, a la província del Punjab (ara al Pakistan). El seu pare, el Dr. Kartar Singh Puri, va servir al British Raj com a metge. La seva mare, una hindú, es deia Harkrishan Kaur. El seu pare va ser educat en la tradició Sikh i el jove Harbhajan va anar a una escola catòlica dirigida per monges. Singh va aprendre els fonaments del sikhisme a partir del seu avi patern, Bhai Fateh Singh. Era d'una família adinerada propietària de la major part del seu poble als peus de l'Himàlaia.
Els seus estudis es van interrompre el 1947 per la partició violenta d'Índia, quan ell i la seva família van fugir a New Delhi com a refugiats. Allà, Harbhajan Singh va entrar a Camp College – una reorganització precipitada per milers d'estudiants refugiats – i va dirigir la Federació d'estudiants Sikhs a Delhi. Quatre anys després, va ser postgraduat amb un màster d'economia.
El 1953 Harbhajan Singh va entrar al servei militar indià. Va servir al Revenue Departement (el department dels impostos i ingressos), on el seu deure el va portar per tota l'Índia. Com a conseqüència, Harbhajan Singh va ser ascendit inspector de les duanes a l'aeroport més gran del país, a fora de Delhi. Es va casar amb Inderjit Kaur Uppal a Delhi el 1954. Junts van tenir tres fills Ranbir Singh Bhai, Kulbir Singh i Kamaljit Kaur.
Durant la seva vida, Harbhajan Singh va continuar la seva pràctica amb l'objectiu del coneixement del ioga. El deure militar de Singh li va facilitar el fet de viatjar a àixrams llunyans i ermitatges distants per buscar ioguis i swamis solitaris. Cap a la meitat de l'any 1960, Harbhajan Singh va fer de monitor a l'àixram Vishwayatan a Nova Delhi, sota la direcció de Dhirendra Brahmachari. Harbhajan Singh va emigrar al Canadà el 1968.
La mort del patrocinador d'Harbhajan Singh li va impedir d'accedir al càrrec com a director del departament d'estudis del ioga nou a la universitat de Toronto. Magrat això, va tenir un impacte considerable a la metròpoli de majoria anglo-saxona. En tres mesos, va programar classes a algunes Associacions Cristianes de Joves (YMCA), va cofundar un centre de ioga, va ser entrevistat per la premsa nacional i la televisió, i va ajudar a posar en marxa la creació del primer temple Sikh del Canadà oriental, a temps pel cinquè centenari del naixement de Guru Nanak l'any següent.

## Healthy, Happy, Holy Organization
El 1969, Harbhajan Singh va crear 3HO (l'organització saludable, feliç, santa) Fundació per promoure el seu treball missionari. L'estil sikh en el ioga va atreure els hippies que van formar la major part dels primers convertits. La pràctica Sikh de no tallar-se ni els cabells ni tampoc la barba ja era acceptada per la cultura hippie, tal com el vegetarianisme. Els agradava experimentar alts nivells de consciència i també volíen sentir que estaven contribuint a un món de pau i justícia social. Yogi Bhajan els va oferir totes aquestes coses amb un ioga vigorós, una visió holística, i un esperit optimista de destí sublim.
Mentrestant, la demanda de productes saludables i de serveis associats no parava de créixer. L'interès pel ioga es feia cada cop més gran a escala mundial.
Per a servir aquests temps canviants, Harbhajan Singh va crear l'associació internacional de professors de Yoga Kundalini, dedicada a establir els estàndards pels professors i la propagació dels ensenyaments.
El 1994, la Fundació 3HO va entrar als Estats Units com a organització no-governamental reconeguda com a entitat de caràcter consultiu pel Consell Econòmic i Social, defensant els temes relacionts amb les dones, promovent els drets humans, i proporcionant l'educació de sistemes alternatius de medicina.

## Influència política als Estats Units
Al començament dels anys 70, Khalsa era conegut per visitar membres del Congrés a les seves oficines de Washington. Es va fer amic amb governadors successius de l'estat de Nou Mèxic. Harbhajan Singh era vist com un demòcrata i des del 1980, va ser l'amic i el conseller del polític i diplomàtic Bill Richardson.